# Сухоліт Олександр Борисович
Сухоліт Олександр Борисович (народився 1960 р. на Чернігівщині в с. Чорнотичі) — український скульптор, живописець і графік, який належить до "нової хвилі" митців. Він працює з різними техніками і жанрами мистецтва, створюючи "графічну скульптуру", бронзові, гіпсові рельєфи, іноді поліхромні. Роботи майстра тяжіють до інтелектуального філософського висловлювання.

## Життєпис
Митець народився на Чернігівщині. У 1979 році закінчив Ужгородське училище декоративно-прикладного мистецтва, у 1986 році – Київський державний художній інститут (нині Національна академія образотворчого мистецтва і архітектури, відділення скульптури (майстерня М. Вронського). В Київському художньому інституті Сухоліта порівнювали з французьким художником Анрі Матіссом. У 1995 році став затворником на 5 років і не бажав контактувати із зовнішнім світом, ігноруючи обставини і ситуації довкола. Є членом Національної спілки художників України, а саме входить до секції скульптури. Зараз художник створює нові мистецькі форми в Києві, де і проживає. Самостійно або з групами однодумців він створював цілі стилі у скульптурі, поєднував найрізноманітніші техніки та жанри, отримуючи несподівані, але незмінно переконливі результати; його статус провідного художника в своєму поколінні – цілком заслужений. Митець стверджує, що став скульптором, коли в нього з'явилось натхнення. На його думку, твори переживають художників, адже вони не довго живуть, а мистецтво живе тисячоліття.

## Творчість

### Творчий шлях
Сухоліт не обмежується рамками тільки скульптури, він перепробував всі жанри і техніки: живопис, графіка (гравюра на міді, техніка «сухої голки»). Він створює дивовижну «графічність скульптури» бронзової, гіпсові рельєфи, іноді поліхромні. Роботи Олександра завжди потрапляють у ціль. Його дипломна робота «Материнство» (1986) відразу опинилась у Національному музеї українського образотворчого мистецтва.
Роботи художника налічує близько 500 скульптур. Найбільша з них виготовлена з мармуру і важить більше 2 тонн. Кількість його графічних робіт, за підрахунками самого автора, перевищує 4 тисяч.Він працює продуктивно зі створенням великої кількості творів, часто циклами, серіями, постійно звертаючись до певного кола образів і тем, а його скульптури, малюнки, живописні полотна формально «відкриті», так чи інакше демонструють сам процес їхнього створення, мета художника — завершена робота, самодостатня й виразна. Його творчість посідає в українському мистецтві останніх десятиріч особливе місце. Адже хоча він належить до «генерації нової хвилі» й брав активну участь у виставках художників цього кола, його прагнення завжди були іншими, віддзеркалюючи й особисті інтереси автора, і сприйняті під іншим кутом зору особливості часу «перебудови». Саме тоді, власне, і склалася його творчість, визначились головні теми, те коло образів та мотивів, над якими він і працюватиме далі.
Сухоліт вправно працює з каменем і бронзою. Мабуть, саме бронза точніше за все передає ту живу тремтливість форми, яку він завжди хоче передати. Він працює над скульптурними творами без натури. Усі образи створені з уяви, жодна модель не позувала для майстра. Йому притаманна духовність, адже великий проміжок часу художник писав ікони, що вплинуло на внутрішній світ і хід думок. Певний проміжок часу він навіть хотів стати монахом, пишучи сакральні твори. Кожна його робота завершена, доповнена. Він працює циклами, серіями, звертаючись до певного кола образів. Деформації форм, до яких вдається художник, стають вільнішими, гострішими. Його дедалі сильніше приваблює творчість Альберто Джакометті — скульптора, графіка, живописця, чиї видовжені, майже безтілесні фігури відрізняються особливою внутрішньою силою й особливим напруженням життя. Водночас у його творчість і особисту свідомість міцно увійшли традиційні християнські сюжети та іконописні композиції, які він переносить у скульптурний рельєф.
За словами митця, до скульптури він прийшов завдяки вірі, адже у пластиці художник може відображати не лише власний духовний стан, а й втілювати іпостасі часу. Він обізнаний у візантійській традиції іконопису і, завдяки академічній освіті знає тенденції античності. Відштовхуючись від візантійської мистецької традиції, Олександр Сухоліт створює власну образну мову, чия філософія форми ґрунтується на олюдненні навіть вищих сутностей. Художник поєднує філософську і релігійну свідомість, знаходячи "золоту середину" між ним. Чому центральним образом його творів є оголені жінки? Жінка — це образ душі. Згідно з текстами Біблії, жінка більш досконале створіння. Сентиментальні люди створюють скульптури жінок.
Олександр Сухоліт уникає використовувати сучасні технології, не любить телевізор та інтернет, а мобільний телефон для нього — вимушена й гнітюча необхідність. В інституті про нього складали легенди: він працював дуже багато та швидко, був здатен «за ніч» переробити, «виправити» цілком готову роботу. 

### Виставкова діяльність

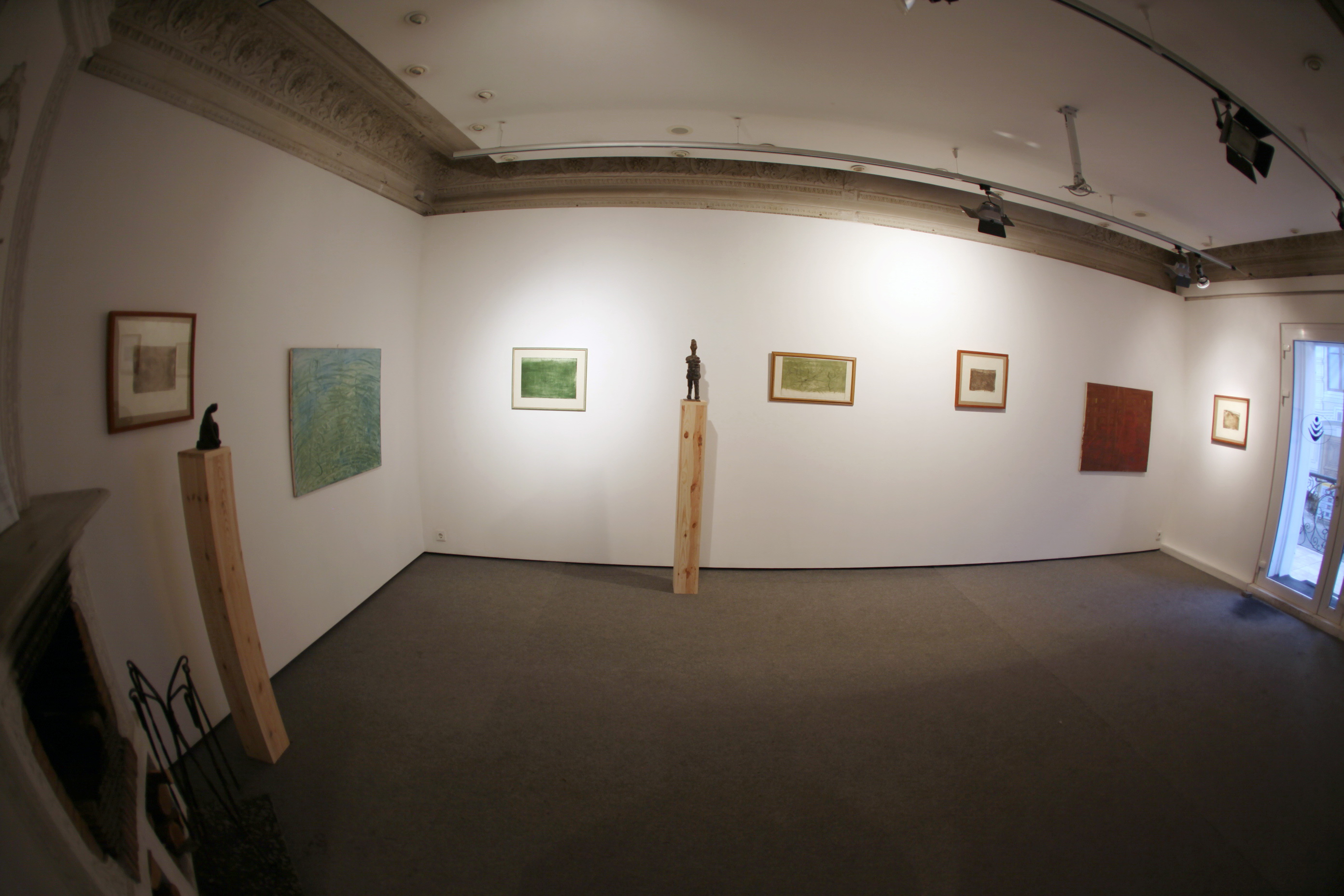
Твори Олександра Сухоліта в Karas Gallery

З 1991 року активно бере участь в українських та зарубіжних виставках. Серед них: “Бронза” у галереї “Триптих (Київ, 2004 р.), персональна виставка в Національному художньому музеї України (Київ, 2007 р.), Великий Скульптурний салон у Мистецькому Арсеналі (Київ, 2015 р.), “Ікона” у Музеї історії Києва (2016 р.) тощо. Працює не лише зі скульптурою, а й з графікою, живописом. Твори художника зберігаються в музеях України (Національний художній музей України, Київ; Національний музей “Київська картинна галерея”, Київ; Державний музей книги і друкарства, Київ; Національний музей історії Києва; Державний музей образотворчого мистецтва, Харків; Мистецький Арсенал, Київ; Шоколадний будинок, Київ; артпростір "Edem Resort Medical & SPA", Львівська область; Національний заповідник "Софія Київська", а також у багатьох приватних музеях), за кордоном (Tama Art University Museum, Токіо, Японія; «Ветінг Галері», Оденсе, Данія; Міський музей міста Вараждин, Хорватія) та приватних збірках усього світу. До того ж твори майстра знаходяться в приватних зібраннях Великобританії, США, Бельгії, Швеції, Данії, Швейцарії, Угорщини, Хорватії, Німеччини, України і Канади.
В Україні твори Олександра Сухоліта входять до зібрання Фонду Березницьких (The Bereznitsky Art Foundation), як роботи митця "нової хвилі". За словами митця, до скульптури він прийшов завдяки вірі, адже у пластиці художник може відображати не лише власний духовний стан, а й втілювати іпостасі часу. Відштовхуючись від візантійської мистецької традиції, Сухоліт створює власну образну мову, чия філософія форми ґрунтується на олюдненні навіть вищих сутностей.
У 1988 Спілка художників влаштувала збірну виставку робіт художників з 15 республік, щоб показати її в Америці. Від України була відібрана тільки одна робота: скульптура «Очікування» Олександра Сухоліта.

### Погляди митця
Хоча художник і належить до "нової хвилі митців", він визнає, що академічна освіта є важливою ланкою в творчості сучасних художників. На думку автора, академічна освіта дозволяє навчитись правильно віддзеркалювати реальність, відчувати світ довкола і передавати ці форми в мистецькому середовищі.
Створення скульптури — це фактично тілесний дотик. Так, ти дивишся оком на образ, скануєш його, а потім переносиш у глину, тримаєш її в руках, надаєш їй форму, вдихаєш у неї життя. Коли працює живописець — це інше, йому складніше, він малює не діаграму, він не може просто перенести на полотно графік. 
Коли я занурюю пензлик у воду та фарбу, у тій воді я і знаходжу цей образ. Так, у живописі також є ознаки тіла, вони там мають бути. Але живопис — це душа, це не матеріальне, це інтуїтивне, духовне.
Скульптура – це відкритий простір, екстеріоризація просторових емоцій та почуттів особистості.

### Виставки

#### Персональні виставки
2020 «Олександр Сухоліт Скульптура і графіка», Шоколадний будинок, Київ
2019 «Сучасники», сформована галереєю Bereznitsky Art Foundation в рамках Kyiv Art Week 2019, Київ, Україна
2016 «Поля Сухоліта», галерея «Триптих», Київ, Україна
2014 «Пейзажі Сухоліта», галерея «Триптих», Київ, Україна
2013 «Малюнок», Щербенко Арт Центр, Київ, Україна
2012 «Без назви», Карась Галерея Київ, Україна
2011 «Моря Сухоліта», галерея «Триптих», Київ, Україна
«Моя архаїка», Мала галерея Мистецького Арсеналу, Київ, Україна
2010 «Мати і дитина», Боттега Галерея, Київ, Україна
«Народне актуальне. ПЕЙЗАЖ », арт-центр Я Галерея, Київ, Україна
«Моря Сухоліта», галерея Триптих, Київ, Україна

#### Групові виставки
2019 «Від червоного до жовто-блакитного» (From red to blue and yellow), Bereznitsky Art Foundation, Київ, Україна
2018 «Більше ніж скульптура», Art Ukraine gallery, Київ
2013 «Велике і величне», Мистецький Арсенал, Київ, Україна
2011 «Земля», арт-центр Я Галерея, Київ, Україна
2009 Кураторський проект Павла Гудімова «Мінііскусство», арт-центр Я Галерея, Київ, Україна
2006 «Пейзаж», Карась Галерея, Київ, Україна
2003 Ярмарок мистецтв, Гент, Бельгія
2002 Виставка «Ню», Київський музей російського мистецтва, Київ, Україна